# Palazzo delle Poste (San Paolo)
Il Palazzo delle Poste di San Paolo (in portoghese Palácio dos Correios de São Paulo) è uno storico edificio eclettico situato nel centro della città di San Paolo in Brasile.

## Storia

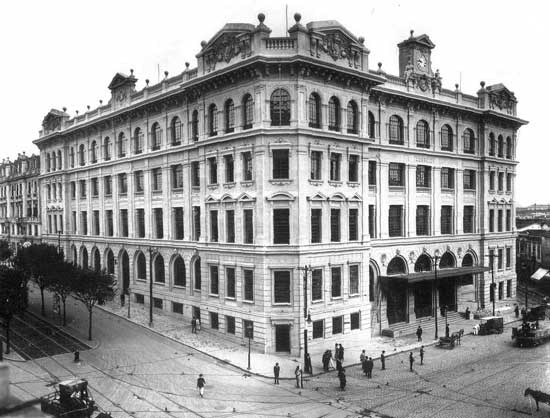
Il Palazzo delle Poste nel giorno della sua inaugurazione (20 ottobre 1922)

In seguito alla proclamazione della Repubblica (1889) il servizio postale vide una grande espansione delle sue attività. A causa della crescita della domanda, e dopo aver fatto visita alla città paulista nel 1918, il presidente Venceslau Brás giudicò necessaria la costruzione di una nuova sede per il servizio delle poste e telegrafi, all'epoca alloggiato in un edificio in affitto con precarie condizioni igieniche e di sicurezza. La costruzione del nuovo Palazzo delle Poste venne dunque approvata con la legge di bilancio del 1921.
Il sito scelto per la costruzione dell'edificio fu quello in cui sorgevano l'antico Ospedale militare e il mercato di san Giovanni. Furono responsabili del progetto gli architetti Domiziano Rossi e Felisberto Ranzini dell'ufficio tecnico di Ramos de Azevedo. Il 7 ottobre 1920 si tenne la cerimonia di posa della prima pietra alla presenza del re Alberto I del Belgio e di molti altri cittadini illustri di alto profilo civile e militare. Il palazzo venne inaugurato il 20 ottobre 1922 in concomitanza delle celebrazione per il centenario dell'indipendenza del Brasile.
Tra il mese di luglio e il mese di agosto del 1950 gli interni dell'edificio furono interessati da grandi rinnovamenti. Altre riforme degli interni vennero effettuate tra ottobre 1978 e marzo 1979; nello stesso periodo gli esterni vennero restaurati e ripuliti in modo tale da riportare alla luce la loro bellezza originaria. Nella grande sala d'aspetto del palazzo si trovano tre insegne ricordanti le date dell'inaugurazione e delle due opere di rinnovamento dell'edificio.